# University Endowment Lands

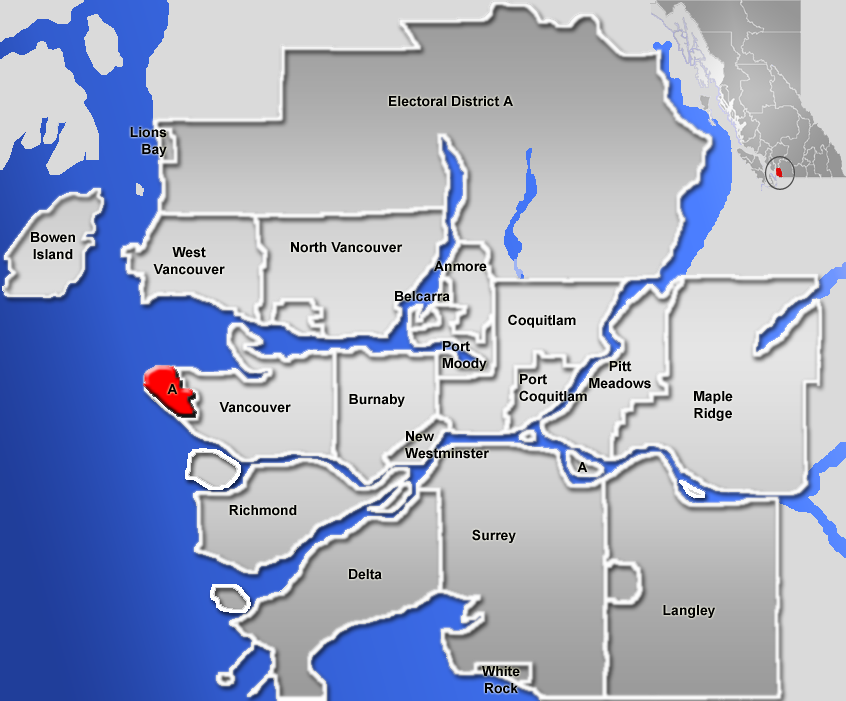
Localización de University Endowment Lands

La University Endowment Lands, (también conocida como University Hill o UEL en inglés) es una comunidad no incorporada en el Distrito Regional de Greater Vancouver, en Columbia Británica, Canadá.
Se localiza al oeste de la ciudad de Vancouver, y alberga el complejo de la Universidad de Columbia Británica. Cuenta con 14.13 km², y registró en el censo de 2001, una población de 7.816 habitantes; aunque en periodo escolar llega a albergar hasta unos 40.000 residentes.
- Datos: Q644764
- Multimedia: University Endowment Lands, British Columbia / Q644764